# Friendsville (Tennessee)
Friendsville es una ciudad situada en el condado de Blount, Tennessee, Estados Unidos. Tiene una población estimada, a mediados de 2023, de 912 habitantes.

## Geografía
La localidad está ubicada en las coordenadas 35°45′23″N 84°07′55″O / 35.75639, -84.13194 (35.756353, -84.131961). Según la Oficina del Censo, tiene una superficie de 7.35 km², correspondientes en su totalidad a tierra firme.

## Demografía
Según el censo de 2020, en ese momento había 896 personas residiendo en la localidad. La densidad de población era de 121.90 hab./km². El 92.86% de los habitantes eran blancos, el 0.11% era afroamericano, el 0.56% eran amerindios, el 0.22% eran de otras razas y el 6.25% eran de una mezcla de razas. Del total de la población, el 2.34% eran hispanos o latinos de cualquier raza.